# Lyponia nigroscutellaris
Lyponia nigroscutellaris là một loài bọ cánh cứng trong họ Lycidae. Loài này được Ohbayashi miêu tả khoa học năm 1956.